# Mlok bradavičnatý
Mlok bradavičnatý (Calotriton asper nebo Euproctus asper) je druh obojživelníka z čeledi mlokovití.
Tento druh je rozšířený v Andoře, Francii a ve Španělsku. Žije zejména ve výškách od 700 do 2500 m n. m. Přirozeným biotopem tohoto druhu jsou mírně lesy, řeky, sladkovodní jezera, sladkovodní bažiny, krasové oblasti a jeskyně. Druh je ohrožen ztrátou přirozeného prostředí. 
Dožívá se věku až 20 let, mláďata dosahují pohlavní dospělosti ve věku 2 až 6 let, v závislosti na nadmořské výšce.

## Popis
Mlok bradavičnatý je dlouhý až 16 cm. Samice jsou obvykle větší než samci. Jeho ocas je zploštělý. Hlava je zploštělá s malýma očima. Končetiny jsou krátké.